# Lamont (Califórnia)
Lamont é uma Região censo-designada localizada no estado americano da Califórnia, no Condado de Kern.

## Demografia
Segundo o censo americano de 2000, a sua população era de 13.296 habitantes.

## Geografia
De acordo com o United States Census Bureau tem uma área de 12,0 km², dos quais 11,9 km² cobertos por terra e 0,1 km² cobertos por água. Lamont localiza-se a aproximadamente 121 m acima do nível do mar.

## Localidades na vizinhança
O diagrama seguinte representa as localidades num raio de 32 km ao redor de Lamont.